# Saint-Franc
Saint-Franc település Franciaországban, Savoie megyében. Lakosainak száma 155 fő (2022. január 1.). Saint-Franc Miribel-les-Échelles, Attignat-Oncin, La Bauche, Les Échelles, Saint-Béron és Saint-Pierre-de-Genebroz községekkel határos.

## Népesség
A település népessége az elmúlt években az alábbi módon változott:
| Lakosok száma | 147  | 166  | 183  | 167  | 167  | 162  | 158  | 156  | 155  |
|               | 2013 | 2015 | 2016 | 2017 | 2018 | 2019 | 2020 | 2021 | 2022 |